# Shawneetown
Shawneetown è un comune degli Stati Uniti d'America, situato nell'Illinois, nella contea di Gallatin, della quale è anche il capoluogo. Si trova nel sud dello Stato.